# Mário Botas
Mário Ferreira da Silva Botas (Nazaré, 23 de Dezembro de 1952 - Lisboa, 29 de Setembro de 1983), foi um artista plástico português.

## Biografia
Na vila natal passou a infância e a adolescência. Ali fez os seus estudos primários e secundários.
Em 1970 ingressou na Faculdade de Medicina de Lisboa, onde se licenciou em 1975 com alta classificação.
O seu nome ficou no entanto ligado à pintura, ao desenho e à ilustração. Fez a primeira exposição individual na Nazaré em 1971. Em 1973 expôs na Galeria S. Mamede em Lisboa. A sua obra recebeu então a atenção dos galeristas e críticos de arte tanto em Portugal como no estrangeiro e foi reconhecida como de uma enorme qualidade e inovação.
Faleceu com 30 anos a 29 de Setembro de 1983 em Lisboa vítima de uma leucemia diagnosticada em 1977. Em Setembro de 1984 foi instituída a Fundação Casa-Museu Mário Botas na Nazaré.
A sua extensa obra foi apresentada em várias exposições póstumas.

## Obra
Mário Botas - Retrospectiva, 1999. Catálogo da Exposição no Centro Cultural de Belém em Lisboa e no Museu de Évora.